# Northamptonshire Combination Football League
Northamptonshire Combination Football League là một giải bóng đá Anh, có tổng cộng 6 hạng đấu cùng với nhiều đội dự bị thi đấu ở 3 hạng dưới cùng. Hạng đấu cao nhất là Premier Division, nằm ở Bậc 7 (hoặc Cấp độ 11) trong National League System.

## Các đội vô địch từng hạng đấu gần đây
| Mùa giải | Premier Division       | Division One                 | Division Two              | Division Three                 | Division Four              |
| -------- | ---------------------- | ---------------------------- | ------------------------- | ------------------------------ | -------------------------- |
| 2000–01  | Cold Ashby Rovers      | Stanwick Rovers              | Northamptonshire Police   | Stanion United                 | N/A                        |
| 2001–02  | Cold Ashby Rovers      | Rushden Rangers              | Weavers Old Boys          | Kettering Park Rovers          | N/A                        |
| 2002–03  | Milton                 | Caledonian Strip Mills       | Finedon Volta             | Wellingborough Darndale        | N/A                        |
| 2003–04  | Moulton                | Corby Hellenic               | Ringstead Rangers         | Corby Grampians                | Rushden Arbuckle           |
| 2004–05  | Caledonian Strip Mills | Priors Marston               | Corby Grampians           | Wilby                          | Yardley United             |
| 2005–06  | Corby Hellenic Fisher  | Corby Grampian               | Welford Victoria          | Corby Kingfisher Athletic      | Cold Ashby Rovers          |
| 2006–07  | Harpole                | Whitefield Norpol            | Corby Kingfisher Athletic | Punjab United                  | Wellingborough Raffertys   |
| 2007–08  | Harpole                | Weldon United                | Cold Ashby Rovers         | Corby Danesholme Vikings       | Corby Strip Mills          |
| 2008–09  | Harpole                | Queen Eleanor Great Houghton | Finedon Volta             | Wellingborough Old Grammarians | Kettering Ise Lodge        |
| 2009–10  | Harborough Town        | Welford Victoria             | Corby Danesholme Vikings  | Corby Everards                 | Long Buckby Ravens         |
| 2010–11  | Brixworth All Saints   | Ringstead Rangers            | Wellingborough Ranelagh   | Corby Locomotives              | Dainite Sports             |
| 2011–12  | Harpole                | Corby Quantum Print Vikings  | Corby Locomotives         | Corby Redstar                  | Daventry Drayton Grange    |
| 2012–13  | Harpole                | Earls Barton United          | Corby Eagles              | Northampton Exiles             | Borough Alliance           |
| 2013–14  | Brixworth All Saints   | Corby Eagles                 | Weedon                    | Wellingborough Rising Sun      | Stanion Redstar Dự bị      |
| 2014–15  | Corby Eagles           | Daventry Dayton Grange       | AFC Corby Shamrock        | Desborough & Rothwell United   | James King Bilsworth Dự bị |

## Thể thức hiện tại
Nằm ở Step 7 của National League system, Northamptonshire Combination có sự lên xuống hạng với United Counties League. Thăng hạng chỉ phụ thuộc vào một đội bóng tham dự. Rushden Rangers là đội bóng mới nhất làm như vậy, theo sự hợp nhất với Higham Town cuối mùa 2006–07 season. Các đội khác di chuyển lên trên bao gồm Burton Park Wanderers, Harborough Town và Woodford United, tất cả đều thi đấu ở United Counties League. Các câu lạc bộ ở vùng Northamptonshire mong muốn rút khỏi United Counties League mà sẽ được thi đấu trong cuộc thi này. Giải đấu cũng cung cấp cho các đội dự bị của các đội cấp độ cao hơn các hạng dự bị. Bugbrooke St Michaels là ví dụ điển hình nhấtare the best known example, với đội 'A' và 'B' tham gia vào giải đấu và thêm cả các đội chính và dự bị.

## Các câu lạc bộ mùa giải 2015–16
| Premier Division - Brixworth All Saints - Clipston - Corby S&L Khalsa - Daventry Drayton Grange - Earls Barton United - Harpole - Heyford Athletic - James King Blisworth - Kettering Nomads - Milton - Moulton - Roade - Stanion United - Weldon United | Division One - AFC Corby Shamrock - Burton United - Corby Eagles - Corby Pegasus - Finedon Volta - Gretton - Higham Ferrers - Kettering Orchard Park - Medbourne - Spratton - Weedon - Wellingborough Rising Sun - Wollaston Victoria - Wootton St. George | Division Two - Bugbrooke St. Michaels A - Corby Locos - Desborough & Rothwell United - Higham Town - James King Blisworth Dự bị - Kettering Park Rovers - Kislingbury - Northampton Spartak - Roade Dự bị - Weldon United Dự bị - Wellingborough Aztecs - West Haddon Albion - Woodford Wolves |

| Division Three - AFC Houghton Magna - Corby Kingswood - Corby Ravens - Corby Strip Mills - Finedon Falcons - Grange Park Rangers - Irthlingborough Town - Kettering Nomads Dự bị - Northampton JLB - Northampton Mereway - Stanwick Rovers - Wilby - Wollaston Victoria Dự bị | Division Four - AFC Corby Shamrock Dự bị - Brixworth All Saints Dự bị - Bugbrooke St. Michaels 'B' - Corby Pegasus Dự bị - Corby United - Daventry Drayton Grange Dự bị - Desborough & Rothwell United Dự bị - Earls Barton United Dự bị - Harpole Dự bị - Irthlingborough Rangers - Medbourne Dự bị - Stanion United Dự bị - Weedon Dự bị - Weldon United 'A' | Division Five - Corby Domino - Corby United Dự bị - Daventry Rangers - Finedon Falcons Dự bị - Finedon Volta Dự bị - FC Fotogold - Heyford Athletic Dự bị - Higham Town Dự bị - Irthlingborough Town Dự bị - Ketting Ise Lodge - Spratton Dự bị - West Haddon Albion Dự bị - Wilby Dự bị - Wootton Rhinos |